# Scopula strigulifera
Scopula strigulifera är en fjärilsart som beskrevs av Walker 1861. Scopula strigulifera ingår i släktet Scopula och familjen mätare. Inga underarter finns listade.